# ایالات امپراتوری

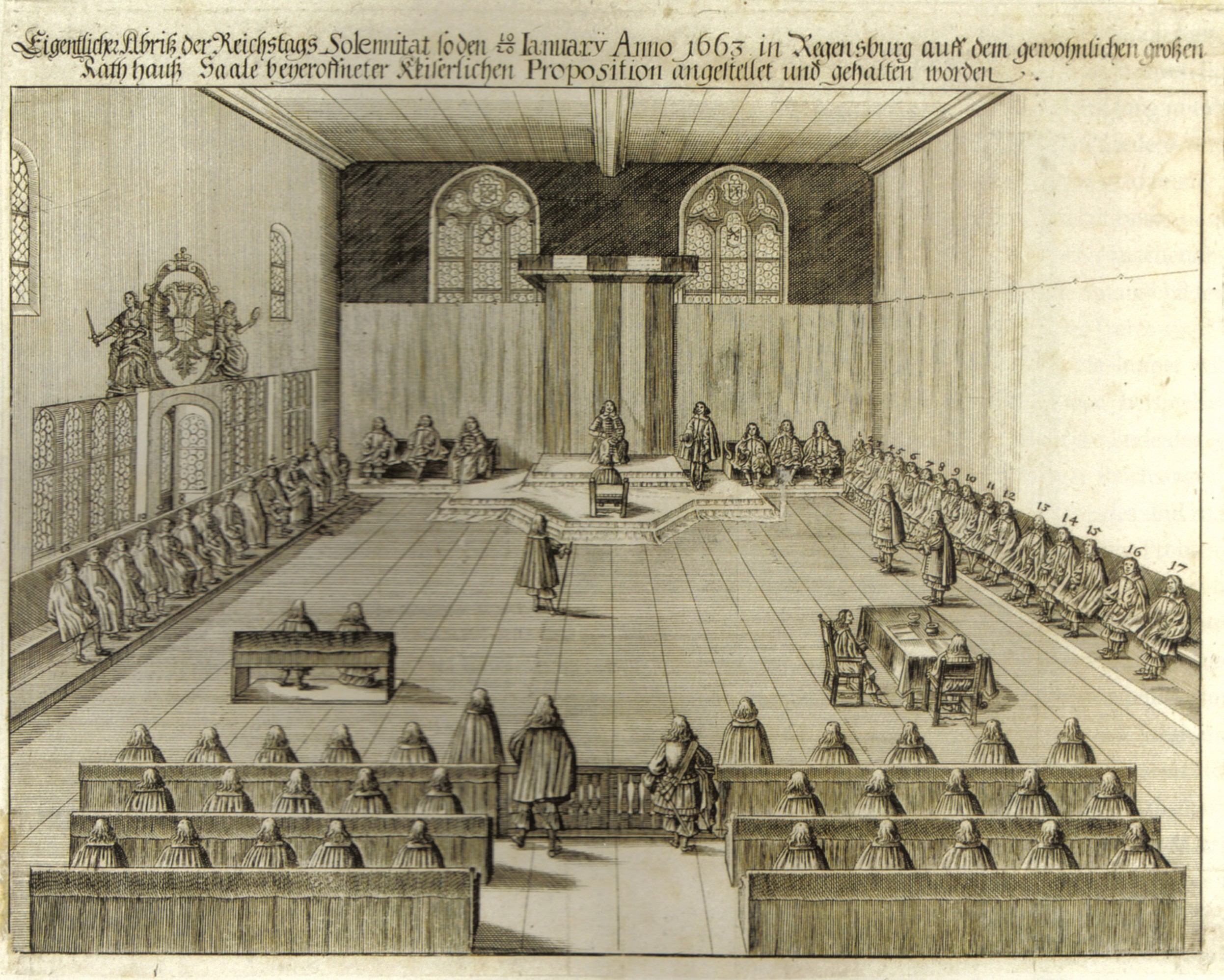
ترتیب نشستن انجمن دائمی رگنسبورگ (حکاکی ۱۶۶۴): امپراتور و امرای انتخابگر در بالا، شهریاران این‌جهانی چپ، حاکمان دینی در سمت راست و شهرداران شهرهای سلطنتی در زمینه.

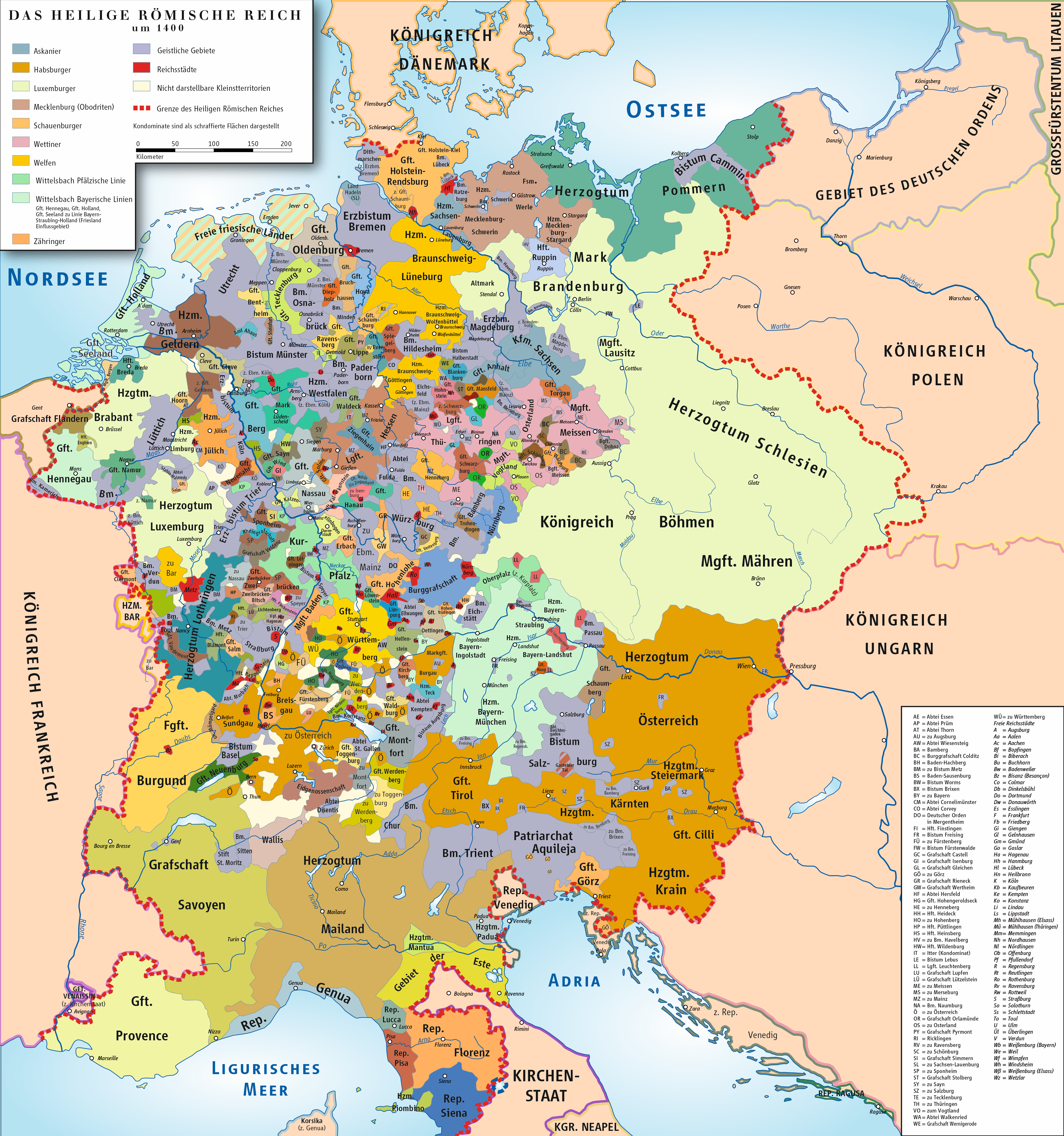
نقشه امپراتوری مقدس روم در سال ۱۴۰۰ میلادی.

یک ایالت امپراتوری یا دولت امپراتوری (لاتین: Status Imperii: Status Imperii; آلمانی: Reichsstand: Reichsstand، جمع: Reichsstände'
) بخشی از امپراتوری مقدس روم با نمایندگی و حق رأی در انجمن امپراتوری (Reichstag) بود. حاکمان این املاک می‌توانستند از حقوق و امتیازات قابل توجهی استفاده کنند و فوری بودند، به این معنی که تنها قدرت بالاتر از آنها امپراتور مقدس روم بود؛ بنابراین آنها توانستند با میزان قابل توجهی از خودمختاری بر سرزمین‌های خود حکومت کنند.
سیستم ایالت‌های امپراتوری جایگزین تقسیم منظم‌تر آلمان به دوک‌نشین‌های در اوایل قرون وسطی شد. دوک‌نشین‌های قدیمی کارولنژی به عنوان بخش‌های اصلی آلمان تحت سلسله سالیان حفظ شدند، اما در اوایل دوره قرون وسطی تحت حکومت دودمان اشتاوفر به‌طور فزاینده‌ای منسوخ شدند و سرانجام در سال ۱۱۸۰ توسط فریدریش یکم، مشهور به فردریک بارباروسا به نفع تقسیم‌های ارضی بیشتر لغو شدند. از سال ۱۴۸۹، ایالات امپراتوری در چینش ارائه شده در انجمن امپراتوری به سه قسمت تقسیم شد، کالج شاهزادگان انتخابگر (Kurfürstenkollegium/den Kurfürstenrat)، کالج شاهزادگان امپراتوری (Reichsfürstenrat) و کالج شهرهای امپراتوری. کنت‌ها و نجیب‌زادگان علیرغم موقعیت بلافصلشان مستقیماً در رژیم حضور نداشتند، اما هر کدام با یک رأی در «نیمکت» (Grafenbänke) دسته‌بندی شدند. شوالیه‌های امپراتوری موقعیت فوری داشتند، اما در انجمن امپراتوری نماینده نداشتند.

## ترکیب بندی

نقشه امپراتوری مقدس روم در سال ۱۶۴۸.

ایالات امپراتوری می‌تواند مذهبی یا سکولار باشد. املاک کلیسایی توسط:
- سه شاهزاده انتخابگر روحانی: اسقف اعظم کلن، ماینتس و تریر.
- شاهزاده-اسقف اعظم و شاهزاده-اسقف و همچنین شاهزاده-صومعه‌ها و شاهزادگان پروست امپراتوری.
- پیشوایان امپراتوری، پیشوایان صومعه‌های امپراتوری و کشیشان ناظم.
- استادان بزرگ فرقه‌های رهبانی مانند شوالیه‌های تتونیک یا شوالیه‌های مهمان‌نواز.

ایالات سکولار، مهمترین آنها:
- چهار شاهزاده انتخابگر پفالتس، زاکسن، براندنبورگ و بوهم، بعدها نیز بایرن (جایگزین پفالتس) و هانوفر.
- شاهزادگان امپراتوری از جمله دوک‌های بزرگ، دوک‌ها، کنت‌های پفالتس، مارگراف‌ها و لندگراف.
- کنت‌های امپراتوری، بارون‌ها و پیشوایان.
- شهرهای آزاد و شهرهای امپراتوری.

تا سال ۱۵۸۲، آرای شهرهای آزاد و شهرهای امپراتوری فقط مشورتی بود. هیچ‌یک از فرمانروایان پایین‌تر از امپراتور روم مقدس، به استثنای پادشاهان بوهم، به عنوان پادشاه در رده‌بندی قرار نگرفتند.
وضعیت Estate معمولاً به قلمرو خاصی در امپراتوری وابسته بود، اما برخی از reichsständische Personalisten یا «افراد دارای دولت امپراتوری» وجود داشتند. در ابتدا، امپراتور به تنهایی می‌توانست این وضعیت را اعطا کند، اما در سال ۱۶۵۳، محدودیت‌های متعددی بر قدرت امپراتور اعمال شد. ایجاد یک ایالت جدید مستلزم موافقت مجمع شاهزادگان انتخابگر و مجمع شاهزادگان بود (رایشستاگ).
حاکم موظف بود با قبول مالیات امپراتوری و تعهدات نظامی موافقت کند. علاوه بر ایالات، املاک ملزم به اخذ پذیرش در یکی از محافل امپراتوری بود. از نظر ایالات املاک شخصی پس از سال ۱۶۵۳ ممنوع بود، اما اغلب استثناهایی وجود داشت مثلاً قلمرویی که به یک قدرت خارجی واگذار شده بود، دیگر دارایی نیست.
از سال ۱۶۴۸ به بعد، ارث به یک خانواده محدود شد. قلمرویی که توسط خانواده دیگری به ارث رسیده بود، دیگر املاک شخصی نیست مگر اینکه امپراتور صریحاً اجازه دهد. در نهایت، یک قلمرو می‌تواند با قرار گرفتن در معرض ممنوعیت امپراتوری، دیگر یک ایالت امپراتوری نباشد (مشهورترین مثال مربوط به فردریک پنجم، انتخابگر پفالتس است که در سال ۱۶۲۱ به دلیل شرکت در شورش بوهمی ممنوع شد).
در ایجاد اتحادیه آلمان بین سال‌های ۱۸۰۳ و ۱۸۰۶، اکثریت قریب به اتفاق ایالات امپراتوری مقدس روم اقدام به اتحاد نمودند. آنها قدرت امپراتوری خود را از دست دادند و بخشی از سایر ایالات شدند. تعداد املاک از حدود سیصد به حدود سی کاهش یافت. میانجی‌سازی با سکولاریزاسیون همراه شد: الغای بسیاری از املاک کلیسایی. این انحلال قانون اساسی ساختار امپراتوری به زودی با انحلال خود امپراتوری در سال ۱۸۰۶ همراه شد.

## حقوق و امتیازات
حاکمان ایالات و کشورهای امپراتوری بر سایر رعایا در امپراتوری ارجحیت داشتند. شاهزادگان انتخابگر در اصل با عنوان‌ها عالیجاه (آلمانی: Durchlaucht)، شاهزاده اصیل‌زاده (آلمانی: Hochgeboren) و کنت والاحضرت و اصیل‌زاده (آلمانی: Hoch-und Wohlgeboren) نامیده می‌شدند. در قرن هجدهم، رأی‌دهندگان به Durchläuchtigste (والاحضرت)، شاهزادگان به Durchlaucht (عالیجاه) و شمارش به Erlaucht (اعلیحضرت) ارتقا یافتند.
کشورهای امپراتوری از چندین حقوق و امتیاز برخوردار بودند. حاکمان از آنجایی که به خانواده‌هایشان مربوط می‌شد، خودمختاری داشتند. به ویژه، آنها مجاز بودند که قوانینی را در مورد میراث ایالت‌های خود بدون دخالت امپراتوری وضع کنند. آنها اجازه داشتند با سایر کشورهای امپراتوری و همچنین با کشورهای خارجی معاهدات ببندند و وارد اتحاد شوند. امرای انتخابگر، (اما نه سایر حاکمان)، مجاز به اعمال برخی از قدرت‌های سلطنتی، از جمله قدرت ضرب پول، قدرت جمع‌آوری عوارض و انحصار بر معادن طلا و نقره بودند.

## انجمن امپراتوری
از سال ۱۴۸۹ به بعد، انجمن امپراتوری به سه انجمن تقسیم شد: شورای امرای انتخابگر، '''شورای شاهزادگان''' و '''شورای شهرها'''. ایالت‌های انتخابگرنشین متعلق به اولین شوراهای یادشده بودند. سایر ایالت‌ها، اعم از مذهبی (متعلق به کلیسا) یا سکولار، به شورای شاهزادگان تعلق داشتند.
رأی‌ها به‌جای اینکه بر مبنای شخص باشد، بر تعداد ایالت‌ها بود. در نتیجه، فردی که بر چندین ایالت حکومت می‌کرد، رای‌های متعددی داشت. به‌طور مشابه، افراد متعددی که بر بخش‌هایی از یک ایالت حکومت می‌کنند، یک رای واحد را به اشتراک گذاشتند. این قوانین تا سال ۱۵۸۲ رسمیت یافت. قبل از این دوران، زمانی که افراد متعدد بخش‌هایی از یک ایالت را به ارث می‌بردند، گاهی هر یک، اجازه یک رای می‌گرفتند. آرا یا فردی یا جمعی بود. شاهزادگان و روحانیون ارشد عموماً رأی فردی داشتند (اما چنین آرایی، همان‌طور که در بالا ذکر شد، گاهی به اشتراک گذاشته می‌شد). پیشوایان (رهبران و پیشینیان) بدون رای فردی به دو نیمکت - نیمکت راین و نیمکت سوابیا - طبقه‌بندی شدند که هر کدام از یک رای جمعی برخوردار بودند. به‌طور مشابه، شمارش‌ها به چهار نیمکت کامیتال با رای جمعی هر کدام دسته‌بندی شدند - نیمکت رانیش بالا در وتراو، نیمکت سوابین، نیمکت فرانکونی و نیمکت وستفالی.
هیچ انتخاب کننده‌ای تا به حال چندین رای‌دهنده را در اختیار نداشت. انتخابگرنشین‌ها هرگز بین چندین وراث تقسیم نشدند. از این رو، در شورای انتخاب کنندگان، هر فرد دقیقاً یک رأی داشت. انتخاب کنندگانی که علاوه بر انتخابگرنشین تحت حکومتشان، بر ایالت‌ها نیز حکومت می‌کردند، در شورای شاهزادگان نیز رأی می‌دادند. به‌طور مشابه، شاهزادگانی که بر سرزمین‌های کامیتال نیز حکومت می‌کردند، هم به صورت انفرادی و هم در نیمکت‌های جمعی رأی می‌دادند. به عنوان مثال، در '''رایشتاگ در سال ۱۷۹۲```، انتخاب کننده براندنبورگ هشت رای فردی در شورای شاهزادگان و یک رای در نیمکت وستفالیا داشت. به همین ترتیب، در میان کلیساها، استاد اعظم شوالیه‌های تتونیک یک رای فردی در شورای شاهزادگان و دو رای در نیمکت راین داشت.